# Hulypegis procopia
Hulypegis procopia är en fjärilsart som beskrevs av Stoll 1790. Hulypegis procopia ingår i släktet Hulypegis och familjen nattflyn. Inga underarter finns listade i Catalogue of Life.